# Madonna degli angeli (Pere Serra)
La Madonna degli angeli è un dipinto del pittore Pere Serra realizzato circa nel 1385 e conservato nel Museo nazionale d'arte della Catalogna di Barcellona i Spagna.

## Storia
Nel Museo nazionale d'arte della Catalogna  sono conservate anche le due sezioni laterali della predella. Le tre tavole provengono dalla cattedrale di Tortosa (Baix Ebre) e furono acquisite dal Museo nel 1932 dalla collezione Plandiura. 

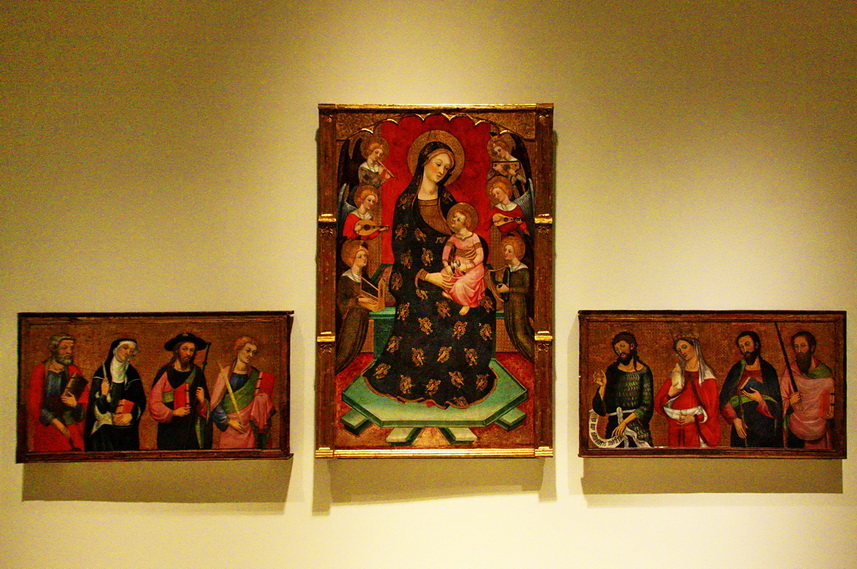
Il pannello centrale e i laterali conservati al museo

## Descrizione
Si tratta del pannello centrale della Madonna col Bambino attorniata da angeli musicanti è una versione di grande delicatezza e raffinatezza di un tipo iconografico che godette di immensa fortuna all'epoca.
Le tavole laterali mostrano le figure di quattro santi ciascuna. A sinistra: i santi Pietro, Chiara d'Assisi, Giacomo il Maggiore e Giovanni Evangelista. A destra i santi: Giovanni Battista, Maria Maddalena, Giacomo il Minore e Paolo Apostolo.  